# Lad culture
Lad culture (oder laddish culture und laddism) ist eine Bezeichnung für eine britische Jugendkultur, die mit dem Britpop der 1990er aufkam. Deutsch entspricht die Bezeichnung Lad etwa dem Kerl oder Burschen, mit Lad sind aber weitere Assoziationen verbunden, die einen lauten, prahlerischen Lebensstil betreffen. Innerhalb der Lad culture nehmen junge, männliche Angehörige der Mittelschicht Haltungen und Attribute der von ihnen stereotyp wahrgenommenen Arbeiterjugend auf. Das weibliche Pendant zu New Lads sind Ladettes, die Teile der lad culture für sich adaptiert haben.

## Ursprung
Sean O’Hagan prägte den Ausdruck New Lad in einem 1993 erschienenen Artikel im Magazin Arena.
Der New Lad gilt als Antwort auf den postmodernen 'neuen Mann', die von (britischen) Männermagazinen wie Maxim, FHM und Loaded vertreten wurde. Dabei versuchte man der Demütigung des Mannes durch eine als dominant empfundene neue Frauenmacht sowie der girl power etwas Starkes entgegensetzen. Die althergebrachten Traditionen des Sexismus und der männlichen Kumpelhaftigkeit oder Brüderschaft wurden dabei in neuer Form propagiert.

### lad culturein Film und Fernsehen
Die lad culture wird ebenso in Filmen und TV-Programmen wie Snatch – Schweine und Diamanten and Lock, Stock and Two Smoking Barrels und TV-Sitcoms, Men Behaving Badly sowie Game On dargestellt und propagiert. Men Behaving Badly und Fantasy Football League präsentieren Laddishness im Sinne von Trinken (Saufen), Fußball schauen und Sex haben, teilweise jedoch mit augenzwinkernder Distanz.

### Britpop
Die Aneignung bzw. Reflexion des stereotypen Lads wurde auch in der britischen Popmusik der 90er Jahre, so bei Bands wie Oasis, Pulp oder Blur diagnostiziert. Die Debatte ist bei realistischer Analyse von deren Werken eng mit den Fragen um soziale Klasse, bzw. ihren Zwängen oder den Möglichkeiten zur Überschreitung jener verbunden. Mitunter wird dieses Thema von den Musikern auch relativ explizit gemacht, wie etwa in Pulps Lied Common People oder Blurs Country House. Die öffentliche Fehde zwischen den Gruppen Oasis und Blur, bzw. deren Köpfen Noel Gallagher und Damon Albarn im Jahr 1995 hatte solche Anschuldigungen bzgl. der angeblichen Klassenzugehörigkeit von Bands und jeweiligem Publikum zum Inhalt:

“[Albarn] thinks we’re thick northerners because he wanted to write for the theatre when he was sixteen and we were football hooligans. He thinks all our fans are thick northerners and he thinks everyone that buys our records are, like idiots, because they don't know the difference between Balzac and Prozac or whatever he’s going on about.”

### Kulturell unterschiedliche Ausprägungen und Subkategorien
In den USA wird mit dem Ausdruck Frat Boy Nation auf den klassischen Fraternity-Studenten verwiesen, der den Neuen Männern eher skeptisch gegenübersteht, aber vom Unterschichtsredneck-Jugendlichen und vom Macho deutlich unterschieden wird.  In Bezug auf Großbritannien werden z. T. die mittel- und unterschichtsspezifischen Lads von den real Englishmen, hier Schülern aus der Oberschicht, die ebenso Schulprobleme haben und verursachen, abgegrenzt.
Im Lifestyle-Journalismus findet sich eine Kategorisierung verschiedener Subkulturen der „lads“.
- Classical Laddism beschäftigt sich vor allem mit Wein, Weib und Gesang und bildet ein informelles Netzwerk
- Neo-Laddism zitiert einige klassische Ladverhaltensweisen, dies aber distinguierter und reflektierter
- Anti-Laddism oder „Terrorladdism“ wehrt sich gegen alles, was nach Lad aussieht

### Die Rezeption der lad culture
Der Aufstieg des Lads korreliere demnach mit einem Backlash gegen feministische Ansätze von Männern und Frauen. Der Neue Mann wird dabei als wenig reizvoll und passiv beschrieben. Lads werden in neofeministischen Abhandlungen über weibliche (promiske) Sexualität gegenüber den klassischen feministischen Männerstereotypen, die Männer angeblich auf Monster oder Eunuch reduzierten, vereinzelt als durchaus „erfrischend“ bezeichnet. Gegenüber „Softies“ oder „Luschies“, die – nach der Satirikerin Fay Weldon – für die Küche taugen, nicht aber im Schlafzimmer, komme mit dem neuen Lad, passend zum eigenen weiblichen Körpergefühl, ein Gefühl von Spaß, Konsum und sexueller Freiheit auf.